# Léonard Usteri
 (juin 2025).
Léonard Usteri, né le 22 octobre 1799 à Zurich et mort le  19 septembre 1833 à Berne, est un théologien réformé suisse.

## Biographie
Fils du professeur d’hébreu Leonhard Usteri (1769-1853) et petit-fils du théologien et éducateur Leonhard Usteri (1741-1789), Usteri passa, après avoir terminé ses études dans sa patrie, trois ans à Berlin où il suivit avec fruit les cours de Bœckh, de Schleiermacher et de Hegel.
Dès son retour à Zurich, Usteri attira l’attention du monde savant par sa Commentatio critica, inqua Evangelium genuinum esse ex comparatis IV Evangeliorum narralionibus de cœna ullima et passione Jesu Christi ostenditur (1823), dans laquelle il plaide en faveur de l’authenticité du quatrième évangile, contre l’avis émis par Bretschneider dans ses Probabilia.
Mais ce fut surtout l’ouvrage sur le Développement de la doctrine paulinienne dans ses rapports avec les autres écrits du N. T. (1824 ; 6e éd., 1851) qui fondèrent sa réputation scientifique. Si les résultats de la théologie biblique actuelle diffèrent de ceux auxquels était arrivé Usteri, il n’en a pas moins le mérite d’avoir ouvert à cette discipline, par sa méthode nette et rigoureuse, la voie où elle est entrée depuis lors : l’idée même de surprendre les divers types de la doctrine apostolique dans leur genèse et de la poursuivre dans leurs développements avait été étrangère à l’ancienne théologie.
Nommé professeur du gymnase de Berne, Usteri publia encore deux études sur Jean-Baptiste et sur la Tentation du Christ (Stud. u. Krit., 1829 et 1832), ainsi qu’un Commentaire sur l’Épître de saint Paul aux Galates (1833).

## Publications
- (de) Entwickelung des Paulinischen Lehrbegriffe in seinem Verhältnisse zur biblischen Dogmatik des Neuen Testamentes. Ein exegetisch-dogmatischer Versuch, Zürich, 1824.
- (la) Plutarchu Paramythētikos pros Apollōnion = Plutarchi Consolatio ad Apollonium / Recognovit et commentariis illustravit Leonardus Usterius, Zürich, 1830.
- (de) Fr. Aug. Wolf's Vorlesungen über die vier ersten Gesänge von Homer's Jlias, Berne, 1831.
- (de) Commentar über den Brief Pauli an die Galater. Nebst einer Beilage in Beziehung auf Hermann's Programm de Pauli epistola ad Galatas tribus primis capitibus, und einigen Excursen, Zürich, 1833.
- (la) Commentatio Critica In Qua Evangelium Joannis Genuinum Esse Ex Comparatis IV. Evangeliorum Narrationibus De Coena Ultima Et Passione Jesu Christi Ostenditur. Subjunctum Est Joannis Philoponi Opusculum De Paschate Pluraque Veterum Scriptorum Fragmenta, Zürich, 1823.

## Sources
- Frédéric Lichtenberger, Encyclopédie des sciences religieuses, t. 12, Paris, Sandoz et Fischbacher, 1882, 1139 p. (lire en ligne), p. 291.